# Pristaulacus immaculatus
Pristaulacus immaculatus är en stekelart som beskrevs av Jean-Jacques Kieffer 1904. Pristaulacus immaculatus ingår i släktet Pristaulacus och familjen vedlarvsteklar. Inga underarter finns listade i Catalogue of Life.